# 3636 Pajdušáková
3636 Pajdušáková  (mednarodno ime je 3636 Pajdusakova ) je asteroid tipa 
S (po SMASS) v glavnem asteroidnem pasu. 

## Odkritje
Asteroid je odkril češki astronom Antonín Mrkos ( 1918 – 1996) 17. oktobra 1982 na Observatoriju Klet. Asteroid je poimenovan po slovaški astronomki Ľudmili Pajdušákovi (1916 – 1979).

## Lastnosti
Asteroid Pajdušáková obkroži Sonce v 3,44 letih. Njegova tirnica ima izsrednost 0,175, nagnjena pa je za 4,105° proti ekliptiki.